# Tournoi féminin de water-polo aux Jeux olympiques d'été de 2020
Navigation
Rio de Janeiro 2016 Paris 2024
Le tournoi féminin de water-polo aux Jeux olympiques d'été de 2020 devait se tenir à Tokyo, au Japon, du 25 juillet au 8 août 2020, et a été reporté à 2021. Il s'agit de la sixième édition de ce tournoi féminin depuis son apparition au sein du programme olympique lors des Jeux de 2000 ayant eu lieu à Sydney en Australie. Le tournoi masculin est, quant à lui, présent depuis les Jeux olympiques de 1900.
Les fédérations affiliées à la FINA participent par le biais de leur équipe masculine aux épreuves de qualification. Neuf équipes rejoignent ainsi le Japon, nation hôte de la compétition, pour s'affronter lors du tournoi final.

## Préparation de l'événement

### Lieux des compétitions
La compétition se déroulera au centre international de natation de Tokyo Tatsumi.

## Acteurs du tournoi

### Équipes qualifiées

Équipes qualifiées pour les tournois masculin et féminin
Équipes qualifiées pour le tournoi masculin
Équipes qualifiées pour le tournoi féminin

Chaque Comité national olympique peut engager une seule équipe dans la compétition.
Les épreuves qualificatives du tournoi féminin de water-polo des Jeux olympiques se déroulent du 18 juin 2019 au 29 mars 2020. En tant que pays hôte, le Japon est qualifié d'office, tandis que les autres équipes passent par différents modes de qualifications continentales.
| Compétition                             | Date               | Lieu                  | Places | Qualifiés        |
| --------------------------------------- | ------------------ | --------------------- | ------ | ---------------- |
| Pays organisateur                       | —                  | —                     | 1      | Japon            |
| Ligue mondiale 2019                     | 4-9 juin 2019      | Budapest, Hongrie     | 1      | États-Unis       |
| Championnat du monde 2019               | 15-27 juillet 2019 | Gwangju, Corée du Sud | 1      | Espagne          |
| Jeux panaméricains de 2019              | 4-10 août 2020     | Lima, Pérou           | 1      | Canada           |
| Sélection continentale africaine        | —                  | —                     | 1      | Afrique du Sud   |
| Sélection continentale océanienne       | —                  | —                     | 1      | Australie        |
| Championnat d'Europe de water-polo 2020 | 12-26 janvier 2020 | Budapest, Hongrie     | 1      | Russie           |
| Jeux asiatiques de 2018                 | 16-21 août 2018    | Jakarta, Indonésie    | 1      | Chine            |
| Tournoi de qualification olympique      | 19-24 janvier 2021 | Trieste, Italie       | 2      | Hongrie Pays-Bas |
| Total                                   |                    |                       | 10     |                  |

### Arbitres
La Fédération internationale de natation (FINA) a sélectionné vingt-huit arbitres dont quatre assignés à la vidéo pour les deux tournois masculin et féminin :
| - ROU Adrian Alexandrescu - ESP Xavier Buch - URU Daniel Daners Chao - FRA Sébastien Dervieux - CAN Marie-Claude Deslières - USA Michael Goldenberg - MNE Stanko Ivanovski | - AUS Nicola Mendy Johnson - HUN György Kun - CHN Liang Zhang - SLO Boris Margeta - ARG German Möller - RUS Sergey Naumov - GER Frank Ohme | - CRO Nenad Periš - SRB Voijin Putniković - KAZ Viktor Salnichenko - ITA Alessandro Severo - GRE Georgios Stavridis - JPN Asumi Tsuzaki - NZL John Waldow | - SUI Ursula Wengenroth - RSA Dion Willis - NED Michiel Zwart Vidéo - KAZ Sergey Drozdov - CRO Mladen Rak - KAZ Alexandr Shershnev - ESP Jaume Teixidó |

### Joueurs
Le tournoi féminin est un tournoi international sans aucune restriction d'âge. Chaque nation doit présenter une équipe de treize joueurs tous titulaires. Les treize joueurs peuvent être présents sur chaque feuille de match.

### Tirage au sort
Le tirage au sort déterminant la composition des deux groupes du premier tour a eu lieu le 21 février 2021 à Rotterdam aux Pays-Bas.
| Pot 1      | Pot 2     | Pot 3    | Pot 4  | Pot 5          |
| ---------- | --------- | -------- | ------ | -------------- |
| États-Unis | ROC       | Hongrie  | Canada | Afrique du Sud |
| Espagne    | Australie | Pays-Bas | Chine  | Japon          |

| Groupe A            | Groupe B        |
| ------------------- | --------------- |
| (A1) Espagne        | (B1) États-Unis |
| (A2) Australie      | (B2) ROC        |
| (A3) Pays-Bas       | (B3) Hongrie    |
| (A4) Canada         | (B4) Chine      |
| (A5) Afrique du Sud | (B5) Japon      |

## Premier tour

### Format de la compétition
Les douze équipes qualifiées sont réparties en deux groupes de six. Chaque équipe marque deux points en cas de victoire, un point en cas de match nul et zéro point en cas de défaite.
Pour départager les équipes à la fin des matchs de poule, en cas d'égalité de points, le CIO a décidé d'appliquer les critères de la FINA. Les équipes sont départagées suivant les critères suivants (dans l'ordre) :
1. résultat des matchs particuliers ;
2. différence entre buts marqués et encaissés entre les équipes concernées ;
3. Plus grand nombre de buts marqués ;
4. différence entre buts marqués et encaissés de tous les matchs joués ;

Les équipes terminant aux quatre premières places sont qualifiées pour le tournoi final à élimination directe.
| Légende                                                               |
| --------------------------------------------------------------------- |
| Les quatre meilleures équipes se qualifient pour les quarts de finale |
| La dernière équipe est éliminée du tournoi                            |

### Groupe A

#### Classement
| Rang | Équipe         | Pts | J | G | N | P | Bp | Bc | Diff |
| ---- | -------------- | --- | - | - | - | - | -- | -- | ---- |
| 1    | Espagne        | 6   | 4 | 3 | 0 | 1 | 71 | 37 | +34  |
| 2    | Australie      | 6   | 4 | 3 | 0 | 1 | 46 | 33 | +13  |
| 3    | Pays-Bas       | 4   | 4 | 3 | 0 | 1 | 75 | 41 | +34  |
| 4    | Canada         | 2   | 4 | 1 | 0 | 3 | 48 | 39 | +9   |
| 5    | Afrique du Sud | 0   | 4 | 0 | 0 | 4 | 7  | 97 | -90  |

#### Matchs
| 24 juillet 2021     | Canada     | 5 - 8                | Australie    | | |
| 14 h 00 (UTC+09:00) | Eggens (3) | (1-1, 2-4, 1-2, 1-1) | Halligan (3) | Centre internationale de natation Tatsumi, Tokyo Spectateurs : 0 (huis clos) Arbitrage : Michael Goldenberg György Kun | Centre internationale de natation Tatsumi, Tokyo Spectateurs : 0 (huis clos) Arbitrage : Michael Goldenberg György Kun |
| 14 h 00 (UTC+09:00) | Rapport    |                      |              | Centre internationale de natation Tatsumi, Tokyo Spectateurs : 0 (huis clos) Arbitrage : Michael Goldenberg György Kun | Centre internationale de natation Tatsumi, Tokyo Spectateurs : 0 (huis clos) Arbitrage : Michael Goldenberg György Kun |

| 24 juillet 2021     | Afrique du Sud | 4 - 29                | Espagne  | | |
| 15 h 30 (UTC+09:00) | Wedderburn (2) | (2-5, 1-9, 1-5, 0-10) | Ruiz (5) | Centre internationale de natation Tatsumi, Tokyo Spectateurs : 0 (huis clos) Arbitrage : Asumi Tsuzaki Ursula Wengenroth | Centre internationale de natation Tatsumi, Tokyo Spectateurs : 0 (huis clos) Arbitrage : Asumi Tsuzaki Ursula Wengenroth |
| 15 h 30 (UTC+09:00) | Rapport        |                       |          | Centre internationale de natation Tatsumi, Tokyo Spectateurs : 0 (huis clos) Arbitrage : Asumi Tsuzaki Ursula Wengenroth | Centre internationale de natation Tatsumi, Tokyo Spectateurs : 0 (huis clos) Arbitrage : Asumi Tsuzaki Ursula Wengenroth |

| 26 juillet 2021     | Australie         | 15 - 12              | Pays-Bas           | | |
| 18 h 20 (UTC+09:00) | trois joueurs (3) | (3-3, 2-5, 5-2, 5-2) | quatre joueurs (2) | Centre internationale de natation Tatsumi, Tokyo Spectateurs : 0 (huis clos) Arbitrage : Adrian Alexandrescu Arkadii Voevodin | Centre internationale de natation Tatsumi, Tokyo Spectateurs : 0 (huis clos) Arbitrage : Adrian Alexandrescu Arkadii Voevodin |
| 18 h 20 (UTC+09:00) | Rapport           |                      |                    | Centre internationale de natation Tatsumi, Tokyo Spectateurs : 0 (huis clos) Arbitrage : Adrian Alexandrescu Arkadii Voevodin | Centre internationale de natation Tatsumi, Tokyo Spectateurs : 0 (huis clos) Arbitrage : Adrian Alexandrescu Arkadii Voevodin |

| 26 juillet 2021     | Espagne   | 14 - 10              | Canada           | | |
| 19 h 50 (UTC+09:00) | Ortiz (4) | (4-2, 2-2, 3-2, 5-3) | Lemay-Lavoie (3) | Centre internationale de natation Tatsumi, Tokyo Spectateurs : 0 (huis clos) Arbitrage : Nenad Periš Georgios Stavridis | Centre internationale de natation Tatsumi, Tokyo Spectateurs : 0 (huis clos) Arbitrage : Nenad Periš Georgios Stavridis |
| 19 h 50 (UTC+09:00) | Rapport   |                      |                  | Centre internationale de natation Tatsumi, Tokyo Spectateurs : 0 (huis clos) Arbitrage : Nenad Periš Georgios Stavridis | Centre internationale de natation Tatsumi, Tokyo Spectateurs : 0 (huis clos) Arbitrage : Nenad Periš Georgios Stavridis |

| 28 juillet 2021     | Canada   | 21 - 1               | Afrique du Sud | | |
| 14 h 00 (UTC+09:00) | Sohi (4) | (5-1, 4-0, 4-0, 8-0) | Moir (1)       | Centre internationale de natation Tatsumi, Tokyo Spectateurs : 0 (huis clos) Arbitrage : Asumi Tsuzaki John Waldow | Centre internationale de natation Tatsumi, Tokyo Spectateurs : 0 (huis clos) Arbitrage : Asumi Tsuzaki John Waldow |
| 14 h 00 (UTC+09:00) | Rapport  |                      |                | Centre internationale de natation Tatsumi, Tokyo Spectateurs : 0 (huis clos) Arbitrage : Asumi Tsuzaki John Waldow | Centre internationale de natation Tatsumi, Tokyo Spectateurs : 0 (huis clos) Arbitrage : Asumi Tsuzaki John Waldow |

| 28 juillet 2021     | Pays-Bas          | 14 - 13              | Espagne   | | |
| 15 h 30 (UTC+09:00) | Van de Kraats (6) | (2-3, 3-2, 3-2, 6-6) | Espar (4) | Centre internationale de natation Tatsumi, Tokyo Spectateurs : 0 (huis clos) Arbitrage : Sébastien Dervieux Michael Goldenberg | Centre internationale de natation Tatsumi, Tokyo Spectateurs : 0 (huis clos) Arbitrage : Sébastien Dervieux Michael Goldenberg |
| 15 h 30 (UTC+09:00) | Rapport           |                      |           | Centre internationale de natation Tatsumi, Tokyo Spectateurs : 0 (huis clos) Arbitrage : Sébastien Dervieux Michael Goldenberg | Centre internationale de natation Tatsumi, Tokyo Spectateurs : 0 (huis clos) Arbitrage : Sébastien Dervieux Michael Goldenberg |

| 30 juillet 2021     | Afrique du Sud | 1 - 33               | Pays-Bas    | | |
| 14 h 00 (UTC+09:00) | Wedderburn (1) | (0-7, 0-9, 1-9, 0-8) | Keuning (6) | Centre internationale de natation Tatsumi, Tokyo Spectateurs : 0 (huis clos) Arbitrage : Nicola Johnson Ursula Wengenroth | Centre internationale de natation Tatsumi, Tokyo Spectateurs : 0 (huis clos) Arbitrage : Nicola Johnson Ursula Wengenroth |
| 14 h 00 (UTC+09:00) | Rapport        |                      |             | Centre internationale de natation Tatsumi, Tokyo Spectateurs : 0 (huis clos) Arbitrage : Nicola Johnson Ursula Wengenroth | Centre internationale de natation Tatsumi, Tokyo Spectateurs : 0 (huis clos) Arbitrage : Nicola Johnson Ursula Wengenroth |

| 30 juillet 2021     | Espagne   | 15 - 9               | Australie           | | |
| 19 h 50 (UTC+09:00) | Ortiz (5) | (3-3, 4-3, 4-1, 4-2) | Kearns, Webster (2) | Centre internationale de natation Tatsumi, Tokyo Spectateurs : 0 (huis clos) Arbitrage : Sébastien Dervieux Arkadii Voevodin | Centre internationale de natation Tatsumi, Tokyo Spectateurs : 0 (huis clos) Arbitrage : Sébastien Dervieux Arkadii Voevodin |
| 19 h 50 (UTC+09:00) | Rapport   |                      |                     | Centre internationale de natation Tatsumi, Tokyo Spectateurs : 0 (huis clos) Arbitrage : Sébastien Dervieux Arkadii Voevodin | Centre internationale de natation Tatsumi, Tokyo Spectateurs : 0 (huis clos) Arbitrage : Sébastien Dervieux Arkadii Voevodin |

| 1er août 2021       | Pays-Bas          | 16 - 12              | Canada       | | |
| 15 h 30 (UTC+09:00) | Van de Kraats (6) | (4-4, 4-3, 3-2, 5-3) | McKelvey (2) | Centre internationale de natation Tatsumi, Tokyo Spectateurs : 0 (huis clos) Arbitrage : Alessandro Severo Nenad Peris | Centre internationale de natation Tatsumi, Tokyo Spectateurs : 0 (huis clos) Arbitrage : Alessandro Severo Nenad Peris |
| 15 h 30 (UTC+09:00) | Rapport           |                      |              | Centre internationale de natation Tatsumi, Tokyo Spectateurs : 0 (huis clos) Arbitrage : Alessandro Severo Nenad Peris | Centre internationale de natation Tatsumi, Tokyo Spectateurs : 0 (huis clos) Arbitrage : Alessandro Severo Nenad Peris |

| 1er août 2021       | Australie           | 14 - 1               | Afrique du Sud       | | |
| 19 h 50 (UTC+09:00) | Lena Mihailović (2) | (1-0, 6-1, 4-0, 3-0) | Ashleigh Vaughan (1) | Centre internationale de natation Tatsumi, Tokyo Spectateurs : 0 (huis clos) Arbitrage : Daniel Federico Daners Chao Jeremy Cheng | Centre internationale de natation Tatsumi, Tokyo Spectateurs : 0 (huis clos) Arbitrage : Daniel Federico Daners Chao Jeremy Cheng |
| 19 h 50 (UTC+09:00) | Rapport             |                      |                      | Centre internationale de natation Tatsumi, Tokyo Spectateurs : 0 (huis clos) Arbitrage : Daniel Federico Daners Chao Jeremy Cheng | Centre internationale de natation Tatsumi, Tokyo Spectateurs : 0 (huis clos) Arbitrage : Daniel Federico Daners Chao Jeremy Cheng |

### Groupe B

#### Classement
| Rang | Équipe     | Pts | J | G | N | P | Bp | Bc | Diff |
| ---- | ---------- | --- | - | - | - | - | -- | -- | ---- |
| 1    | États-Unis | 6   | 4 | 3 | 0 | 1 | 64 | 26 | +38  |
| 2    | Hongrie    | 5   | 4 | 2 | 1 | 1 | 46 | 43 | +3   |
| 3    | ROC        | 5   | 4 | 2 | 1 | 1 | 53 | 61 | -8   |
| 4    | Chine      | 4   | 4 | 2 | 0 | 2 | 51 | 50 | +1   |
| 5    | Japon      | 0   | 4 | 0 | 0 | 4 | 44 | 78 | -34  |

#### Matchs
| 24 juillet 2021     | Japon     | 4 - 25               | États-Unis                | | |
| 18 h 20 (UTC+09:00) | Koide (2) | (3-8, 0-6, 1-7, 0-4) | Haralabidis, Steffens (5) | Centre international de natation de Tokyo Tatsumi Spectateurs : 0 (huis clos) Arbitrage : Nicola Johnson Germán Moller | Centre international de natation de Tokyo Tatsumi Spectateurs : 0 (huis clos) Arbitrage : Nicola Johnson Germán Moller |
| 18 h 20 (UTC+09:00) | Rapport   |                      |                           | Centre international de natation de Tokyo Tatsumi Spectateurs : 0 (huis clos) Arbitrage : Nicola Johnson Germán Moller | Centre international de natation de Tokyo Tatsumi Spectateurs : 0 (huis clos) Arbitrage : Nicola Johnson Germán Moller |

| 24 juillet 2021     | Chine    | 17 - 18              | ROC            | | |
| 19 h 50 (UTC+09:00) | Wang (4) | (6-5, 4-4, 4-5, 3-4) | Prokofieva (4) | Centre internationale de natation Tatsumi, Tokyo Spectateurs : 0 (huis clos) Arbitrage : Marie-Claude Deslières Michiel Zwart | Centre internationale de natation Tatsumi, Tokyo Spectateurs : 0 (huis clos) Arbitrage : Marie-Claude Deslières Michiel Zwart |
| 19 h 50 (UTC+09:00) | Rapport  |                      |                | Centre internationale de natation Tatsumi, Tokyo Spectateurs : 0 (huis clos) Arbitrage : Marie-Claude Deslières Michiel Zwart | Centre internationale de natation Tatsumi, Tokyo Spectateurs : 0 (huis clos) Arbitrage : Marie-Claude Deslières Michiel Zwart |

| 26 juillet 2021     | États-Unis  | 12 - 7               | Chine           | | |
| 14 h 00 (UTC+09:00) | Fischer (3) | (4-4, 2-2, 3-0, 3-1) | Wang, Zhang (2) | Centre internationale de natation Tatsumi, Tokyo Spectateurs : 0 (huis clos) Arbitrage : Alessandro Severo Dion Willis | Centre internationale de natation Tatsumi, Tokyo Spectateurs : 0 (huis clos) Arbitrage : Alessandro Severo Dion Willis |
| 14 h 00 (UTC+09:00) | Rapport     |                      |                 | Centre internationale de natation Tatsumi, Tokyo Spectateurs : 0 (huis clos) Arbitrage : Alessandro Severo Dion Willis | Centre internationale de natation Tatsumi, Tokyo Spectateurs : 0 (huis clos) Arbitrage : Alessandro Severo Dion Willis |

| 26 juillet 2021     | ROC            | 10 - 10              | Hongrie                | | |
| 15 h 30 (UTC+09:00) | Prokofieva (4) | (1-2, 3-5, 3-1, 3-2) | Leimeter, Szilágyi (2) | Centre internationale de natation Tatsumi, Tokyo Spectateurs : 0 (huis clos) Arbitrage : Xevi Buch Sébastien Dervieux | Centre internationale de natation Tatsumi, Tokyo Spectateurs : 0 (huis clos) Arbitrage : Xevi Buch Sébastien Dervieux |
| 15 h 30 (UTC+09:00) | Rapport        |                      |                        | Centre internationale de natation Tatsumi, Tokyo Spectateurs : 0 (huis clos) Arbitrage : Xevi Buch Sébastien Dervieux | Centre internationale de natation Tatsumi, Tokyo Spectateurs : 0 (huis clos) Arbitrage : Xevi Buch Sébastien Dervieux |

| 28 juillet 2021     | Hongrie    | 10 - 9               | États-Unis    | | |
| 14 h 00 (UTC+09:00) | Parkes (3) | (2-2, 3-3, 1-3, 4-1) | Musselman (3) | Centre internationale de natation Tatsumi, Tokyo Spectateurs : 0 (huis clos) Arbitrage : Xevi Buch Nenad Periš | Centre internationale de natation Tatsumi, Tokyo Spectateurs : 0 (huis clos) Arbitrage : Xevi Buch Nenad Periš |
| 14 h 00 (UTC+09:00) | Rapport    |                      |               | Centre internationale de natation Tatsumi, Tokyo Spectateurs : 0 (huis clos) Arbitrage : Xevi Buch Nenad Periš | Centre internationale de natation Tatsumi, Tokyo Spectateurs : 0 (huis clos) Arbitrage : Xevi Buch Nenad Periš |

| 28 juillet 2021     | Chine     | 16 - 11             | Japon     | | |
| 18 h 20 (UTC+09:00) | Zhang (5) | (5-2, 4-3, 4-3,3-3) | Arima (3) | Centre internationale de natation Tatsumi, Tokyo Spectateurs : 0 (huis clos) Arbitrage : Marie-Claude Deslières Viktor Salnichenko | Centre internationale de natation Tatsumi, Tokyo Spectateurs : 0 (huis clos) Arbitrage : Marie-Claude Deslières Viktor Salnichenko |
| 18 h 20 (UTC+09:00) | Rapport   |                     |           | Centre internationale de natation Tatsumi, Tokyo Spectateurs : 0 (huis clos) Arbitrage : Marie-Claude Deslières Viktor Salnichenko | Centre internationale de natation Tatsumi, Tokyo Spectateurs : 0 (huis clos) Arbitrage : Marie-Claude Deslières Viktor Salnichenko |

| 30 juillet 2021     | États-Unis                | 18 - 5               | ROC            | | |
| 15 h 30 (UTC+09:00) | Haralabidis, Steffens (4) | (5-1, 4-2, 6-1, 3-1) | Simanovich (2) | Centre internationale de natation Tatsumi, Tokyo Spectateurs : 0 (huis clos) Arbitrage : Xevi Buch Alessandro Severi | Centre internationale de natation Tatsumi, Tokyo Spectateurs : 0 (huis clos) Arbitrage : Xevi Buch Alessandro Severi |
| 15 h 30 (UTC+09:00) | Rapport                   |                      |                | Centre internationale de natation Tatsumi, Tokyo Spectateurs : 0 (huis clos) Arbitrage : Xevi Buch Alessandro Severi | Centre internationale de natation Tatsumi, Tokyo Spectateurs : 0 (huis clos) Arbitrage : Xevi Buch Alessandro Severi |

| 30 juillet 2021     | Japon            | 13 - 17              | Hongrie    | | |
| 18 h 20 (UTC+09:00) | Arima, Inaba (4) | (4-3, 3-4, 3-5, 3-5) | Parkes (6) | Centre internationale de natation Tatsumi, Tokyo Spectateurs : 0 (huis clos) Arbitrage : Adrian Alexandrescu Vojin Putniković | Centre internationale de natation Tatsumi, Tokyo Spectateurs : 0 (huis clos) Arbitrage : Adrian Alexandrescu Vojin Putniković |
| 18 h 20 (UTC+09:00) | Rapport          |                      |            | Centre internationale de natation Tatsumi, Tokyo Spectateurs : 0 (huis clos) Arbitrage : Adrian Alexandrescu Vojin Putniković | Centre internationale de natation Tatsumi, Tokyo Spectateurs : 0 (huis clos) Arbitrage : Adrian Alexandrescu Vojin Putniković |

| 1er août 2021       | Hongrie       | 9 - 11               | Chine     | | |
| 14 h 00 (UTC+09:00) | Gurisatti (4) | (1-4, 1-3, 4-2, 3-2) | Xiong (2) | Centre internationale de natation Tatsumi, Tokyo Spectateurs : 0 (huis clos) Arbitrage : Viktor Salnichenko Frank Ohme | Centre internationale de natation Tatsumi, Tokyo Spectateurs : 0 (huis clos) Arbitrage : Viktor Salnichenko Frank Ohme |
| 14 h 00 (UTC+09:00) | Rapport       |                      |           | Centre internationale de natation Tatsumi, Tokyo Spectateurs : 0 (huis clos) Arbitrage : Viktor Salnichenko Frank Ohme | Centre internationale de natation Tatsumi, Tokyo Spectateurs : 0 (huis clos) Arbitrage : Viktor Salnichenko Frank Ohme |

| 1er août 2021       | ROC             | 20 - 16              | Japon     | | |
| 18 h 20 (UTC+09:00) | Serzhantova (4) | (5-5, 7-3, 6-4, 2-4) | Arima (5) | Centre internationale de natation Tatsumi, Tokyo Spectateurs : 0 (huis clos) Arbitrage : Marie-Claude Deslieres Dion Willis | Centre internationale de natation Tatsumi, Tokyo Spectateurs : 0 (huis clos) Arbitrage : Marie-Claude Deslieres Dion Willis |
| 18 h 20 (UTC+09:00) | Rapport         |                      |           | Centre internationale de natation Tatsumi, Tokyo Spectateurs : 0 (huis clos) Arbitrage : Marie-Claude Deslieres Dion Willis | Centre internationale de natation Tatsumi, Tokyo Spectateurs : 0 (huis clos) Arbitrage : Marie-Claude Deslieres Dion Willis |

## Phase finale
|  | Quarts de finale      | Quarts de finale      |                       |                       | Demi-finales           | Demi-finales           |    |  | Finale                | Finale                |
|  | Quarts de finale      | Quarts de finale      |                       |                       | Demi-finales           | Demi-finales           |    |  | Finale                | Finale                |
|  |                       |                       |                       |                       |                        |                        |    |  |                       |                       |
|  | 3 août 2021 à 15 h 30 | 3 août 2021 à 15 h 30 |                       |                       | 5 août 2021 à 19 h 50  | 5 août 2021 à 19 h 50  |    |  | 7 août 2021 à 16 h 30 | 7 août 2021 à 16 h 30 |
|  | 3 août 2021 à 15 h 30 | 3 août 2021 à 15 h 30 |                       |                       | 5 août 2021 à 19 h 50  | 5 août 2021 à 19 h 50  |    |  | 7 août 2021 à 16 h 30 | 7 août 2021 à 16 h 30 |
|  | [A1] Espagne          | 11                    |                       |                       | 5 août 2021 à 19 h 50  | 5 août 2021 à 19 h 50  |    |  | 7 août 2021 à 16 h 30 | 7 août 2021 à 16 h 30 |
|  | [A1] Espagne          | 11                    |                       |                       | 5 août 2021 à 19 h 50  | 5 août 2021 à 19 h 50  |    |  | 7 août 2021 à 16 h 30 | 7 août 2021 à 16 h 30 |
|  | [B4] Chine            | 7                     |                       |                       | 5 août 2021 à 19 h 50  | 5 août 2021 à 19 h 50  |    |  | 7 août 2021 à 16 h 30 | 7 août 2021 à 16 h 30 |
|  | [B4] Chine            | 7                     | Espagne               | 8                     |                        |                        |    |  | 7 août 2021 à 16 h 30 | 7 août 2021 à 16 h 30 |
|  | 3 août 2021 à 18 h 20 |                       | Espagne               | 8                     |                        |                        |    |  | 7 août 2021 à 16 h 30 | 7 août 2021 à 16 h 30 |
|  |                       | Hongrie               | 6                     |                       |                        |                        |    |  | 7 août 2021 à 16 h 30 | 7 août 2021 à 16 h 30 |
|  | [B2] Pays-Bas         | Hongrie               | 6                     | 11                    |                        |                        |    |  | 7 août 2021 à 16 h 30 | 7 août 2021 à 16 h 30 |
|  | [B2] Pays-Bas         |                       |                       | 11                    |                        |                        |    |  | 7 août 2021 à 16 h 30 | 7 août 2021 à 16 h 30 |
|  | [A3] Hongrie          | 14                    |                       |                       |                        |                        |    |  | 7 août 2021 à 16 h 30 | 7 août 2021 à 16 h 30 |
|  | [A3] Hongrie          | 14                    | Espagne               | 5                     |                        |                        |    |  |                       |                       |
|  | 3 août 2021 à 19 h 50 |                       | Espagne               | 5                     |                        |                        |    |  |                       |                       |
|  |                       | États-Unis            | 14                    |                       |                        |                        |    |  |                       |                       |
|  | [A2] Australie        | États-Unis            | 14                    | 8                     |                        |                        |    |  |                       |                       |
|  | [A2] Australie        | 5 août 2021 à 15 h 30 |                       | 8                     |                        |                        |    |  |                       |                       |
|  | [B3] ROC              | 9                     |                       |                       |                        |                        |    |  |                       |                       |
|  | [B3] ROC              | 9                     | ROC                   | 11                    |                        |                        |    |  |                       |                       |
|  | 3 août 2021 à 14 h 00 | 3 août 2021 à 14 h 00 | ROC                   | 11                    | Match pour la 3e place | Match pour la 3e place |    |  |                       |                       |
|  | 3 août 2021 à 14 h 00 | 3 août 2021 à 14 h 00 |                       | États-Unis            | Match pour la 3e place | Match pour la 3e place | 15 |  |                       |                       |
|  | [A4] Canada           | 5                     | 7 août 2021 à 13 h 40 | 7 août 2021 à 13 h 40 |                        |                        | 15 |  |                       |                       |
|  | [A4] Canada           | 5                     | 7 août 2021 à 13 h 40 | 7 août 2021 à 13 h 40 |                        |                        |    |  |                       |                       |
|  | [B1] États-Unis       | 16                    |                       | Hongrie               | 11                     |                        |    |  |                       |                       |
|  | [B1] États-Unis       | 16                    |                       | Hongrie               | 11                     |                        |    |  |                       |                       |
|  |                       |                       |                       |                       |                        |                        |    |  | ROC                   | 9                     |
|  |                       |                       |                       |                       |                        |                        |    |  | ROC                   | 9                     |

### Quarts de finale

#### Matchs
| 3 août 2021         | Canada       | 5 - 16               | États-Unis             | | |
| 14 h 00 (UTC+09:00) | La Roche (2) | (1-7, 2-4, 0-0, 2-5) | Steffens, Williams (3) | Centre internationale de natation Tatsumi, Tokyo Spectateurs : 0 (huis clos) Arbitrage : Asumi Tsuzaki Georgios Stavridis | Centre internationale de natation Tatsumi, Tokyo Spectateurs : 0 (huis clos) Arbitrage : Asumi Tsuzaki Georgios Stavridis |
| 14 h 00 (UTC+09:00) | Rapport      |                      |                        | Centre internationale de natation Tatsumi, Tokyo Spectateurs : 0 (huis clos) Arbitrage : Asumi Tsuzaki Georgios Stavridis | Centre internationale de natation Tatsumi, Tokyo Spectateurs : 0 (huis clos) Arbitrage : Asumi Tsuzaki Georgios Stavridis |

| 3 août 2021         | Espagne         | 11 - 7               | Chine       | | |
| 15 h 30 (UTC+09:00) | Forca Ariza (4) | (5-2, 4-3, 2-1, 0-1) | Guannan (2) | Centre internationale de natation Tatsumi, Tokyo Spectateurs : 0 (huis clos) Arbitrage : Sébastien Dervieux Michel Goldenberg | Centre internationale de natation Tatsumi, Tokyo Spectateurs : 0 (huis clos) Arbitrage : Sébastien Dervieux Michel Goldenberg |
| 15 h 30 (UTC+09:00) | Rapport         |                      |             | Centre internationale de natation Tatsumi, Tokyo Spectateurs : 0 (huis clos) Arbitrage : Sébastien Dervieux Michel Goldenberg | Centre internationale de natation Tatsumi, Tokyo Spectateurs : 0 (huis clos) Arbitrage : Sébastien Dervieux Michel Goldenberg |

| 3 août 2021         | Pays-Bas          | 11 - 14              | Hongrie      | | |
| 18 h 20 (UTC+09:00) | Van de Kraats (4) | (3-4, 4-4, 2-2, 2-4) | Leimeter (4) | Centre internationale de natation Tatsumi, Tokyo Spectateurs : 0 (huis clos) Arbitrage : Nenad Periš Alessandro Severo | Centre internationale de natation Tatsumi, Tokyo Spectateurs : 0 (huis clos) Arbitrage : Nenad Periš Alessandro Severo |
| 18 h 20 (UTC+09:00) | Rapport           |                      |              | Centre internationale de natation Tatsumi, Tokyo Spectateurs : 0 (huis clos) Arbitrage : Nenad Periš Alessandro Severo | Centre internationale de natation Tatsumi, Tokyo Spectateurs : 0 (huis clos) Arbitrage : Nenad Periš Alessandro Severo |

| 3 août 2021         | Australie           | 8 - 9                | ROC                | | |
| 19 h 50 (UTC+09:00) | Armit, Halligan (2) | (2-4, 2-2, 2-2, 2-1) | trois joueuses (2) | Centre internationale de natation Tatsumi, Tokyo Spectateurs : 0 (huis clos) Arbitrage : Adrian Alexandrescu Xevi Buch | Centre internationale de natation Tatsumi, Tokyo Spectateurs : 0 (huis clos) Arbitrage : Adrian Alexandrescu Xevi Buch |
| 19 h 50 (UTC+09:00) | Rapport             |                      |                    | Centre internationale de natation Tatsumi, Tokyo Spectateurs : 0 (huis clos) Arbitrage : Adrian Alexandrescu Xevi Buch | Centre internationale de natation Tatsumi, Tokyo Spectateurs : 0 (huis clos) Arbitrage : Adrian Alexandrescu Xevi Buch |

### Demi-finales

#### Matchs
| 5 août 2021         | ROC          | 11 - 15              | États-Unis    | | |
| 15 h 30 (UTC+09:00) | Bersneva (3) | (3-2, 4-4, 2-5, 2-4) | Musselman (5) | Centre internationale de natation Tatsumi, Tokyo Spectateurs : 0 (huis clos) Arbitrage : Stanko Ivanovski Dion Willis | Centre internationale de natation Tatsumi, Tokyo Spectateurs : 0 (huis clos) Arbitrage : Stanko Ivanovski Dion Willis |
| 15 h 30 (UTC+09:00) | Rapport      |                      |               | Centre internationale de natation Tatsumi, Tokyo Spectateurs : 0 (huis clos) Arbitrage : Stanko Ivanovski Dion Willis | Centre internationale de natation Tatsumi, Tokyo Spectateurs : 0 (huis clos) Arbitrage : Stanko Ivanovski Dion Willis |

| 5 août 2021         | Espagne      | 8 - 6                | Hongrie      | | |
| 19 h 50 (UTC+09:00) | A. Espar (3) | (2-0, 3-2, 3-2, 0-2) | Szilágyi (3) | Centre internationale de natation Tatsumi, Tokyo Spectateurs : 0 (huis clos) Arbitrage : Nenad Periš Vojin Putniković | Centre internationale de natation Tatsumi, Tokyo Spectateurs : 0 (huis clos) Arbitrage : Nenad Periš Vojin Putniković |
| 19 h 50 (UTC+09:00) | Rapport      |                      |              | Centre internationale de natation Tatsumi, Tokyo Spectateurs : 0 (huis clos) Arbitrage : Nenad Periš Vojin Putniković | Centre internationale de natation Tatsumi, Tokyo Spectateurs : 0 (huis clos) Arbitrage : Nenad Periš Vojin Putniković |

### Match pour la médaille de bronze
| 7 août 2021         | Hongrie   | 11 - 9               | ROC                | | |
| 13 h 40 (UTC+09:00) | Vályi (3) | (2-2, 5-3, 0-3, 4-1) | trois joueuses (2) | Centre internationale de natation Tatsumi, Tokyo Spectateurs : 0 (huis clos) Arbitrage : Georgios Stavridis Frank Ohme | Centre internationale de natation Tatsumi, Tokyo Spectateurs : 0 (huis clos) Arbitrage : Georgios Stavridis Frank Ohme |
| 13 h 40 (UTC+09:00) | Rapport   |                      |                    | Centre internationale de natation Tatsumi, Tokyo Spectateurs : 0 (huis clos) Arbitrage : Georgios Stavridis Frank Ohme | Centre internationale de natation Tatsumi, Tokyo Spectateurs : 0 (huis clos) Arbitrage : Georgios Stavridis Frank Ohme |

### Finale
| 7 août 2021         | Espagne          | 5 - 14               | États-Unis    | | |
| 16 h 30 (UTC+09:00) | García Godoy (2) | (1-4, 3-3, 0-5, 1-2) | Musselman (3) | Centre internationale de natation Tatsumi, Tokyo Spectateurs : 0 (huis clos) Arbitrage : Nenad Periš Sébastien Dervieux | Centre internationale de natation Tatsumi, Tokyo Spectateurs : 0 (huis clos) Arbitrage : Nenad Periš Sébastien Dervieux |
| 16 h 30 (UTC+09:00) | Rapport          |                      |               | Centre internationale de natation Tatsumi, Tokyo Spectateurs : 0 (huis clos) Arbitrage : Nenad Periš Sébastien Dervieux | Centre internationale de natation Tatsumi, Tokyo Spectateurs : 0 (huis clos) Arbitrage : Nenad Periš Sébastien Dervieux |

## Matchs de classement
|  | Demi-finales 5e/8e places | Demi-finales 5e/8e places |                 |    | 5e et 6e places       | 5e et 6e places       |
|  | Demi-finales 5e/8e places | Demi-finales 5e/8e places |                 |    | 5e et 6e places       | 5e et 6e places       |
|  |                           |                           |                 |    |                       |                       |
|  | 5 août 2021 à 14 h 00     | 5 août 2021 à 14 h 00     |                 |    | 7 août 2021 à 11 h 00 | 7 août 2021 à 11 h 00 |
|  | 5 août 2021 à 14 h 00     | 5 août 2021 à 14 h 00     |                 |    | 7 août 2021 à 11 h 00 | 7 août 2021 à 11 h 00 |
|  | Chine                     | 6                         |                 |    | 7 août 2021 à 11 h 00 | 7 août 2021 à 11 h 00 |
|  | Chine                     | 6                         |                 |    | 7 août 2021 à 11 h 00 | 7 août 2021 à 11 h 00 |
|  | Pays-Bas                  | 13                        |                 |    | 7 août 2021 à 11 h 00 | 7 août 2021 à 11 h 00 |
|  | Pays-Bas                  | 13                        | Pays-Bas        | 7  |                       |                       |
|  | 5 août 2021 à 18 h 20     |                           | Pays-Bas        | 7  |                       |                       |
|  |                           | Australie                 | 14              |    |                       |                       |
|  | Australie                 | Australie                 | 14              | 14 |                       |                       |
|  | Australie                 |                           |                 | 14 |                       |                       |
|  | Canada                    | 12tab                     |                 |    |                       |                       |
|  | Canada                    | 12tab                     | 7e et 8e places |    |                       |                       |
|  |                           |                           |                 |    |                       |                       |
|  | 7 août 2021 à 9 h 30      |                           |                 |    |                       |                       |
|  |                           |                           |                 |    |                       |                       |
|  | Chine                     | 7                         |                 |    |                       |                       |
|  | Chine                     | 7                         |                 |    |                       |                       |
|  | Canada                    | 16                        |                 |    |                       |                       |
|  | Canada                    | 16                        |                 |    |                       |                       |

### Demi-finales5e/8eplaces

#### Matchs
| 5 août 2021         | Chine    | 6 - 13               | Pays-Bas    | | |
| 14 h 00 (UTC+09:00) | Deng (2) | (0-1, 2-5, 1-2, 3-5) | Keuning (5) | Centre internationale de natation Tatsumi, Tokyo Spectateurs : 0 (huis clos) Arbitrage : György Kun Viktor Salnichenko | Centre internationale de natation Tatsumi, Tokyo Spectateurs : 0 (huis clos) Arbitrage : György Kun Viktor Salnichenko |
| 14 h 00 (UTC+09:00) | Rapport  |                      |             | Centre internationale de natation Tatsumi, Tokyo Spectateurs : 0 (huis clos) Arbitrage : György Kun Viktor Salnichenko | Centre internationale de natation Tatsumi, Tokyo Spectateurs : 0 (huis clos) Arbitrage : György Kun Viktor Salnichenko |

| 5 août 2021         | Australie       | 14 - 12 4-2 t. a. b. | Canada             | | |
| 18 h 20 (UTC+09:00) | Arancini (5)    | (2-3, 3-2, 3-3, 2-2) | quatre joueurs (2) | Centre internationale de natation Tatsumi, Tokyo Spectateurs : 0 (huis clos) Arbitrage : Ursula Wengenroth Alessandro Severo | Centre internationale de natation Tatsumi, Tokyo Spectateurs : 0 (huis clos) Arbitrage : Ursula Wengenroth Alessandro Severo |
| 18 h 20 (UTC+09:00) | Rapport         |                      |                    | Centre internationale de natation Tatsumi, Tokyo Spectateurs : 0 (huis clos) Arbitrage : Ursula Wengenroth Alessandro Severo | Centre internationale de natation Tatsumi, Tokyo Spectateurs : 0 (huis clos) Arbitrage : Ursula Wengenroth Alessandro Severo |
| 18 h 20 (UTC+09:00) | Tirs au but 4-2 |                      |                    | Centre internationale de natation Tatsumi, Tokyo Spectateurs : 0 (huis clos) Arbitrage : Ursula Wengenroth Alessandro Severo | Centre internationale de natation Tatsumi, Tokyo Spectateurs : 0 (huis clos) Arbitrage : Ursula Wengenroth Alessandro Severo |

### Match pour la septième place
| 7 août 2021         | Chine        | 7 - 16               | Canada        | | |
| 09 h 30 (UTC+09:00) | Zhang J. (4) | (3-4, 2-5, 1-4, 1-3) | Christmas (4) | Centre internationale de natation Tatsumi, Tokyo Spectateurs : 0 (huis clos) Arbitrage : Nicola Johnson Asumi Tsuzaki | Centre internationale de natation Tatsumi, Tokyo Spectateurs : 0 (huis clos) Arbitrage : Nicola Johnson Asumi Tsuzaki |
| 09 h 30 (UTC+09:00) | Rapport      |                      |               | Centre internationale de natation Tatsumi, Tokyo Spectateurs : 0 (huis clos) Arbitrage : Nicola Johnson Asumi Tsuzaki | Centre internationale de natation Tatsumi, Tokyo Spectateurs : 0 (huis clos) Arbitrage : Nicola Johnson Asumi Tsuzaki |

### Match pour la cinquième place
| 7 août 2021         | Pays-Bas          | 7 - 14               | Australie  | | |
| 11 h 00 (UTC+09:00) | Van de Kraats (3) | (1-5, 1-3, 2-3, 3-3) | Gofers (3) | Centre internationale de natation Tatsumi, Tokyo Spectateurs : 0 (huis clos) Arbitrage : Xevi Buch Dion Willis | Centre internationale de natation Tatsumi, Tokyo Spectateurs : 0 (huis clos) Arbitrage : Xevi Buch Dion Willis |
| 11 h 00 (UTC+09:00) | Rapport           |                      |            | Centre internationale de natation Tatsumi, Tokyo Spectateurs : 0 (huis clos) Arbitrage : Xevi Buch Dion Willis | Centre internationale de natation Tatsumi, Tokyo Spectateurs : 0 (huis clos) Arbitrage : Xevi Buch Dion Willis |

## Statistiques et récompenses

### Classement
| Rang | Équipe         | J | V | N | D | Bp  | Bc | Diff | Pts |
| ---- | -------------- | - | - | - | - | --- | -- | ---- | --- |
| 1    | États-Unis     | 7 | 6 | 0 | 1 | 109 | 47 | +62  | 12  |
| 2    | Espagne        | 7 | 5 | 0 | 2 | 95  | 64 | +31  | 10  |
| 3    | Hongrie        | 7 | 4 | 1 | 2 | 77  | 71 | +6   | 9   |
| 4    | ROC            | 7 | 3 | 1 | 3 | 82  | 95 | -13  | 7   |
| 5    | Australie      | 7 | 5 | 0 | 2 | 82  | 61 | +21  | 10  |
| 6    | Pays-Bas       | 7 | 4 | 0 | 3 | 106 | 75 | +31  | 8   |
| 7    | Canada         | 7 | 2 | 0 | 5 | 81  | 76 | +5   | 4   |
| 8    | Chine          | 7 | 2 | 0 | 5 | 71  | 90 | -19  | 4   |
| 9    | Japon (en)     | 4 | 0 | 0 | 4 | 44  | 78 | -34  | 0   |
| 10   | Afrique du Sud | 4 | 0 | 0 | 4 | 7   | 97 | -90  | 0   |

## Couverture médiatique et affluence

### Couverture médiatique
La charte olympique stipule que « Le CIO prend toutes les mesures nécessaires afin d'assurer aux Jeux olympiques la couverture la plus complète par les différents moyens de communication et d'information ainsi que l'audience la plus large possible dans le monde ». De plus la retransmission des Jeux olympiques est le moteur principal du financement du Mouvement olympique et des Jeux olympiques, de la croissance de sa popularité mondiale, ainsi que de la représentation mondiale et de la promotion des Jeux olympiques et des valeurs olympiques.